# Naturschutzgebiet Schneil
Das Naturschutzgebiet Schneil ist ein 4,68 ha großes Naturschutzgebiet (NSG) liegt am südöstlichen Stadtrand von Winterberg. Das Gebiet wurde 2008 mit dem Landschaftsplan Winterberg durch den Hochsauerlandkreis als (NSG) ausgewiesen.

## Gebietsbeschreibung
Im NSG gibt es Schluchtwald, Rotbuchenwald und Quellbereiche.

## Schutzzweck
Das Naturschutzgebiet wurde zur Erhaltung und Entwicklung eines Waldes und als Lebensraum gefährdeter Tier- und Pflanzenarten ausgewiesen. Wie bei anderen Naturschutzgebieten in Deutschland wurde in der Schutzausweisung darauf hingewiesen, dass das Gebiet „wegen der landschaftlichen Schönheit und Einzigartigkeit“ zum Naturschutzgebiet wurde.